# Rendezvous with Peggy Lee
Rendezvous with Peggy Lee — дебютный студийный альбом американской певицы Пегги Ли, выпущенный в марте 1948 года на лейбле Capitol Records. В записи пластинки принял участие муж певицы Дейв Барбур и его оркестр.

## Об альбоме
Оригинальный релиз альбома включал в себя пять джазовых стандартов и одну новую композицию «Don’t Smoke in Bed», которая и сама позже стала стандартом. Оригинальная мелодия была написана в соавторстве Ли, Барбуром и Уиллардом Робисоном, однако в авторских кредитах был указан только последний.

## Отзывы критиков
Уилл Дэвидсон в обзоре для газеты Chicago Tribune заявил, что на пластинке Пегги Ли представлена в лучшем своём проявлении. Рецензент журнала Billboard назвал альбом красивым и расслабляющим и поставил ему 90 баллов из 100. Такие издания как AllMusic и Encyclopedia of Popular Music поставили альбому по три звезды из пяти.

## Издания
Изначально альбом был издан в наборе из трёх шеллачных десятидюймовых пластинок. В следующем году он был переиздан единой десятидюймовой пластинкой, а также набором из трёх семидюймовых пластинок с добавлением двух песен. В 1952 году альбом был вновь переиздан на виниловой пластинке c добавлением ещё четырёх песен. Впервые на CD альбом был издан только в 1997 году в Японии по лицензии Capitol фирмой Toshiba, диск повторял трек-лист 1952 года.

## Список композиций
| №                   | Название                                         | Автор(ы)                                   | Длительность |
| ------------------- | ------------------------------------------------ | ------------------------------------------ | ------------ |
| 1.                  | «Why Don’t You Do Right (Get Me Some Money Too)» | Джо Маккой                                 | 2:28         |
| 2.                  | «I Can’t Give You Anything But Love»             | Дороти Филдс, Джимми Макхью                | 2:34         |
| 3.                  | «Them There Eyes»                                | Дорис Таубер, Масео Пинкард, Уильям Трейси | 2:59         |
| 4.                  | «Stormy Weather (Keeps Rainin' All The Time)»    | Гарольд Арлен, Тед Колер                   | 3:08         |
| 5.                  | «'Deed I Do»                                     | Фред Роуз, Уолтер Хирш                     | 3:02         |
| 6.                  | «Don’t Smoke In Bed»                             | Уиллард Робисон                            | 3:09         |
| Общая длительность: | Общая длительность:                              | Общая длительность:                        | 17:26        |

| №  | Название                                         | Автор(ы)                                   | Длительность |
| -- | ------------------------------------------------ | ------------------------------------------ | ------------ |
| 1. | «Why Don’t You Do Right (Get Me Some Money Too)» | Джо Маккой                                 | 2:28         |
| 2. | «Them There Eyes»                                | Дорис Таубер, Масео Пинкард, Уильям Трейси | 2:59         |
| 3. | «'Deed I Do»                                     | Фред Роуз, Уолтер Хирш                     | 3:02         |
| 4. | «I Don’t Know Enough About You»                  | Пегги Ли, Дейв Барбур                      | 3:05         |
| 5. | «I Can’t Give You Anything But Love»             | Дороти Филдс, Джимми Макхью                | 2:34         |
| 6. | «Stormy Weather (Keeps Rainin' All The Time)»    | Гарольд Арлен, Тед Колер                   | 3:08         |
| 7. | «Don’t Smoke In Bed»                             | Уиллард Робисон                            | 3:09         |
| 8. | «While We’re Young»                              | Алек Уайлдер, Морти Палиц, Уильям Энгвик   | 3:13         |

| №   | Название                                         | Автор(ы)                                   | Длительность |
| --- | ------------------------------------------------ | ------------------------------------------ | ------------ |
| 1.  | «Why Don’t You Do Right (Get Me Some Money Too)» | Джо Маккой                                 | 2:28         |
| 2.  | «Them There Eyes»                                | Дорис Таубер, Масео Пинкард, Уильям Трейси | 2:59         |
| 3.  | «'Deed I Do»                                     | Фред Роуз, Уолтер Хирш                     | 3:02         |
| 4.  | «I Don’t Know Enough About You»                  | Пегги Ли, Дейв Барбур                      | 3:05         |
| 5.  | «It’s A Good Day»                                | Пегги Ли, Дейв Барбур                      | 2:50         |
| 6.  | «Golden Earrings»                                | Джей Ливингстон, Рэй Эванс, Виктор Янг     | 2:58         |
| 7.  | «I Can’t Give You Anything But Love»             | Дороти Филдс, Джимми Макхью                | 2:34         |
| 8.  | «Stormy Weather (Keeps Rainin' All The Time)»    | Гарольд Арлен, Тед Колер                   | 3:08         |
| 9.  | «Don’t Smoke In Bed»                             | Уиллард Робисон                            | 3:09         |
| 10. | «While We’re Young»                              | Алек Уайлдер, Морти Палиц, Уильям Энгвик   | 3:13         |
| 11. | «Mañana»                                         | Пегги Ли, Дейв Барбур                      | 2:50         |
| 12. | «Hold Me»                                        | Дейв Оппенхайм, Айра Шустер, Джек Литтл    | 3:00         |

## Чарты
| Чарт (1948)                | Высшая позиция |
| -------------------------- | -------------- |
| США (Billboard Top Albums) | 2              |